# Plaza Rzeszów
Plaza Rzeszów – jedno z najdłużej istniejących centrów handlowych w Rzeszowie, znajdujące się przy ulicy Aleja Tadeusza Rejtana.

## Opis obiektu
Plaza Rzeszów została otwarta w 2005 roku a następnie przechodziła przebudowy w 2011, 2017 i 2019 roku. 
Inwestycja i zarządzanie obiektem należy do firmy Keen Property Management.
W centrum handlowym znajduje się ponad 70 lokali handlowych i punktów usługowych najróżniejszych marek. Dla miłośników sportów i aktywności fizycznej jest czynne całodobowo centrum fitness oraz pierwszy na Podkarpaciu sklep sieci Decathlon. Plaza Rzeszów oferuje asortyment zarówno dla kobiet, mężczyzn, jak i dzieci, ze względu na znajdujący się w centrum plac zabaw. Podczas jednej z modernizacji, centrum zostało połączone ze znajdującym się obok hipermarketem E.Leclerc. Na terenie obiektu, do dyspozycji klientów jest bezpłatny parking oferujący 1400 miejsc oraz stacja do ładowania samochodów elektrycznych.

## Wydarzenia
W centrum handlowym miało miejsce wiele różnych wydarzeń, takich jak:
- warsztaty, wystawy oraz pokazy mody
- jarmarki i kiermasze
- występy, koncerty i spotkania ze znanymi osobami, m.in. z: Łowcy.B, Szymon Hołownia, Piotr Baron, Stanisław Sojka, Skaldowie, Greg Hancock, Tomasz Jędrzejak, Krzysztof Napiórkowski, Grażyna Łobaszewska, zawodnicy Speedway Stal Rzeszów, uczestnicy programu You Can Dance.